# 1978 год в кино

## Фильмы

### Мировое кино
- «Без наркоза»/Bez Znieczulenia, Польша (реж. Анджей Вайда)
- «Великолепные телохранители»/渡卷云山/Magnificent Bodyguards, Гонконг (реж. Ло Вэй)
- «Водитель»/The Driver, США (реж. Уолтер Хилл)
- «Дерево для башмаков»/L’Albero degli zoccoli, Италия (реж. Эрманно Ольми)
- «Доминик»/Dominique, США (реж. Майкл Андерсон)
- «Духовное кунг-фу»/拳精/Spiritual Kung Fu, Гонконг (реж. Ло Вэй)
- «Дядя Адольф по прозвищу Фюрер»/Zio Adolfo, in arte Führer, Италия (реж. Кастеллано и Пиполо)
- «Замужество Марии Браун»/Die Ehe der Maria Braun, ФРГ (реж. Райнер Вернер Фасбиндер)
- «Империя страсти»/ 愛の亡霊, Япония-Франция (реж. Нагиса Осима)
- «Кома»/Coma, США (реж. Майкл Крайтон)
- «Конвой»/Convoy, США (реж. Сэм Пекинпа)
- «Кровные узы»/Les Liens De Sang, Франция-Канада (реж. Клод Шаброль)
- «Ксеногенезис»/Xenogenesis, США (реж. Джеймс Кэмерон и Рэнделл Фрайкс)
- «Кулак»/F.I.S.T, США (реж. Норман Джуисон)
- «Магия»/Magic, США (реж. Ричард Аттенборо)
- «Направляясь на юг»/Goin' South, США (реж. Джек Николсон)
- «Небеса могут подождать»/Heaven Can Wait, США (реж. Уоррен Битти)
- «Невесты приходят»/Nevjeste Dolaze, Югославия (реж. Эмир Кустурица)
- «Незамужняя женщина»/An Unmarried Woman, США (реж. Пол Мазурски)
- «Носферату — призрак ночи»/Nosferatu: Phantom der Nacht, ФРГ-Франция (реж. Вернер Херцог)
- «Осенняя соната»/Höstsonaten, Франция-ФРГ-Швеция-Норвегия (реж. Ингмар Бергман)
- «Отчаяние — Путешествие в свет»/Despair / Eine Reise ins Licht, ФРГ-Франция (реж. Райнер Вернер Фасбиндер)
- «Первая любовь»/Primo Amore, Италия (реж. Дино Ризи)
- «Побег»/La Carapate, Франция (реж. Жерар Ури)
- «Полуночный экспресс»/Midnight Express, США (реж. Алан Паркер)
- «Прелестное дитя»/Pretty Baby, США (реж. Луи Маль)
- «Пьяный мастер»/Jui kuen, Гонконг (реж. Юнь Вопхин)
- «Разгневанный»/L' Homme En Colere, Франция-Канада (реж. Клод Пиното)
- «Райская аллея»/Paradise Alley, США (реж. Сильвестр Сталлоне)
- «Рассвет мертвецов»/Dawn of the Dead, США-Италия (реж. Джордж Ромеро)
- «Репетиция оркестра»/Prova D’Orchestra, Италия-ФРГ (реж. Федерико Феллини)
- «Робер и Робер»/Robert et Robert, Франция (реж. Клод Лелуш)
- «Рокеры»/Rockers, Ямайка (реж. Тед Бафалукос)
- «Свадьба»/A Wedding, США (реж. Роберт Олтмен)
- «Синие воротнички»/Blue Collar, США (реж. Пол Шредер)
- «Склока»/La Zizanie, Франция (реж. Клод Зиди)
- «Супермен»/Superman, США (реж. Ричард Доннер)
- «Укуренные»/Up in Smoke, США (реж. Томми Чонг)
- «Хэллоуин»/Halloween, США (реж. Джон Карпентер)
- «Ярость»/The Fury, США (реж. Брайан Де Пальма)

### Советское кино

#### Художественно-игровое кино

##### Фильмы Азербайджанской ССР
- Прилетала сова (реж. Шамиль Махмудбеков).
- Я придумываю песню (реж. Тофик Исмайлов).

##### Фильмы БССР
- Встреча в конце зимы (реж. Иосиф Шульман).
- Прошлогодняя кадриль (реж. Юрий Цветков).
- Расписание на послезавтра (реж. Игорь Добролюбов).

##### Фильмы Грузинской ССР
- Вся жизнь (реж. Лейла Горделадзе).
- Кваркваре (реж. Деви Абашидзе).
- Несколько интервью по личным вопросам (реж. Лана Гогоберидзе).

##### Фильмы Молдавской ССР
- Аист (реж. Валерий Жереги).

##### Фильмы РСФСР
- «31 июня», (реж. Леонид Квинихидзе)
- «Баламут», (реж. Владимир Роговой)
- «Близкая даль», (реж. Виталий Кольцов)
- «Безымянная звезда», (реж. Михаил Козаков)
- «В день праздника», (реж. Пётр Тодоровский)
- «В ночь лунного затмения», (реж. Барас Халзанов)
- «Вас ожидает гражданка Никанорова», (реж. Леонид Марягин)
- «Версия полковника Зорина», (реж. Андрей Ладынин)
- «Ветер странствий», (реж. Юрий Егоров)
- «Голубка», (реж. Владимир Назаров)
- «Дети как дети», (реж. Аян Шахмалиева)
- «Дуэнья», (реж. Михаил Григорьев)
- «Женщина, которая поёт», (реж. Александр Орлов)
- «Живите в радости», (реж. Леонид Миллионщиков)
- «И ты увидишь небо», (реж. Георгий Кузнецов)
- «И это всё о нём», (реж. Игорь Шатров)
- «Исчезновение», (реж. Вениамин Дорман)
- «Ищи ветра», (реж. Владимир Любомудров)
- «Комедия ошибок», (реж. Вадим Гаузнер)
- «Кузнечик», (реж. Борис Григорьев)
- «Лекарство против страха», (реж. Альберт Мкртчян)
- «Летняя поездка к морю», (реж. Семён Аранович)
- «Молодая жена», (реж. Леонид Менакер)
- «Новые приключения капитана Врунгеля», (реж. Геннадий Васильев)
- «Обыкновенное чудо», (реж. Марк Захаров)
- «Предварительное расследование», (реж. Андрей Разумовский)
- «Пять вечеров», (реж. Никита Михалков)
- «Сдаётся квартира с ребёнком», (реж. Виктор Крючков)
- «Сибириада», (реж. Андрей Михалков-Кончаловский)
- «Старшина», (реж. Николай Кошелев)
- «Трактир на Пятницкой», (реж. Александр Файнциммер)
- «Уроки французского», (реж. Евгений Ташков)
- «Целуются зори», (реж. Сергей Никоненко)
- «Шла собака по роялю», (реж. Владимир Грамматиков)
- «Школьный вальс», (реж. Павел Любимов)

##### Фильмы УССР
- «Д’Артаньян и три мушкетёра», (реж. Георгий Юнгвальд-Хилькевич)
- «Короли и капуста», (реж. Николай Рашеев)

##### Фильмы совместных производителей

###### Двух стран
- Любовь моя, печаль моя (р/п. Аждар Ибрагимов).
- Мой ласковый и нежный зверь (р/п. Эмиль Лотяну).
- Ярославна, королева Франции (р/п. Игорь Масленников).

#### Документальное кино
- Великая Отечественная (Неизвестная война)

#### Телеспектакли
- Ханума (р/п. Георгий Товстоногов).

## Лидеры проката
- «Служебный роман», (режиссёр Эльдар Рязанов) — 2 место, 58 400 000 зрителей.
- «Вооружён и очень опасен», (режиссёр Владимир Вайншток) — 8 место, 39 200 000 зрителей.

## Награды
- Георгий Данелия получил приз за лучший комедийный фильм («Мимино») на 11-м Всесоюзном кинофестивале в Ереване.
- За фильм «Мимино» Георгий Данелия, Вахтанг Кикабидзе и Фрунзик Мкртчян награждены Государственной премией СССР[1]

## Персоналии

### Родились
- 14 января — Куно Бекер — мексиканский актёр кино и телевидения.
- 11 июня — Павел Мунтян — общественный деятель в области развития российской мультипликации, в частности альтернативной и маргинальной анимации.
- 12 июня — Ди Джей Коуллс, американский актёр и продюсер.
- 9 августа — Одри Тоту — французская киноактриса.
- 19 августа — Мишель Борт, американская актриса кино и телевидения.

### Скончались

Вера Марецкая

- 12 мая — Василий Меркурьев — советский актёр и педагог, народный артист СССР (1960).
- 28 апреля — Роман Кармен — советский кинооператор и кинодокументалист.
- 28 мая — Владислав Дворжецкий — советский актёр театра и кино.
- 17 августа — Вера Марецкая — советская актриса театра и кино.
- 18 октября — Владимир Вайншток — советский кинорежиссёр и сценарист.
- 28 декабря — Владислав Нехребецкий, польский кинорежиссёр-аниматор.